# 易田
易田（えきでん/やくでん）とは、土地の質の悪さから休耕を挟む必要がある土地を指す。

## 中国
古代中国においては「易地（えきち）」「轅田/爰田（えんでん）」などとも記されている。『周礼』（大司徒）には不易の地は家ごとに100畝、一易の地は200畝、二易の地は300畝を配分すると記されており、易田を与える場合には休耕を見越した支給がされていたと記されている。『春秋左氏伝』（僖公十五年）には晋の呂甥が、同じく『漢書』（地理志）には秦の商鞅が轅田（爰田）制度を導入したことが記され、同じく『漢書』（食貨志）によって漢に継承されたことが知られている。均田制導入後も、一易は通常の支給面積の2倍、再易（＝二易）は同じく3倍の土地を支給する規定があった。

## 日本
日本の律令法においても、唐の均田制に倣って田令には易田を口分田とする場合には既定の倍の面積を給付するという規定が設けられていたことが知られている。ただし、実際に易田が記録上登場するのは、弘仁13年（821年）のこと（『類聚三代格』15所収、弘仁13年6月4日付太政官符）であった。そのため、当初は易田規定はほとんど行われていなかったとする見方がある一方、この時代の農業技術の低さから広範な地域に易田が存在したとする見方もある。易田は荒野などを開墾する過程で地味の低さや灌漑用水の不足などから生じたとみられ、用水の整備や肥料・深耕などの技術的方法によってある程度までは熟田化できたものの、易田として残された田地も存在していたとみられている。なお、延喜式（主税寮式）によれば不輸租田としての扱いを受けている。また、律令制における田地の等級である田品に4等級目の「下下田」が登場するのも易田の口分田支給と関連していると考えられている（『延喜式』主税寮式など）。
なお、休耕状態にある易田を「かたあらし」と称していたが、平安時代中期以後には「片荒」と表記されるようになり、休耕田に広く用いられた。また、現地において台頭してきた田堵・名主層による開発・熟田化が進められた。